# サテラビュー
サテラビュー（Satellaview）は、1995年に任天堂が日本で発売したスーパーファミコン専用周辺機器であり、1995年から2000年までBSアナログ放送にて実施されたスーパーファミコン向け衛星データ放送サービスの受信機である。
放送は衛星デジタル音楽放送により無料で実施され、主にゲームソフトやデジタルマガジンが配信された。本体セットの直販および希望小売価格は送料税込18,000円。

## 歴史

### 前史
1984年に打ち上げられた放送衛星により実施されたBS放送は、音声部分をデジタル化したテレビ放送をはじめ、デジタルラジオをテレビ放送に重畳する独立音声放送、ファクシミリ放送、ハイビジョン放送、そして複数の大容量データを全国同時に送信可能な衛星データ放送など、多彩なサービスを視野に入れて開発・実施された。しかし当初、その放送電波のデジタル放送帯域はテレビ放送と独立音声放送によるデジタル音声放送の利用のみに限られていた。データ放送は当時の郵政省により、事業としての目処が立つ事業者だけに免許が与えられる施策が採られており、魅力あるコンテンツを供給できるかどうかが、参入を希望する事業者たちが共通で頭を悩ませる点であった。
1990年11月よりWOWOWとBS放送のチャンネルを共用しセント・ギガの局名で独立音声放送を運営する衛星デジタル音楽放送（SDAB）は経営悪化に陥っていた。資本援助に応じた任天堂はSDABの経営健全化と衛星データ放送事業の実施に向け子会社の任天堂ギガを1993年1月中旬に設立、同社を通じSDABへ資本参加するとともに、3月18日、スーパーファミコンを受信端末としたデータ放送事業計画を公表した。この時点では1994年4月開始予定とし、セント・ギガのラジオ放送を補完する楽曲情報にニュースや天気予報を加えた文字画像情報番組、クイズなどを交えた教育番組、時間を定めたゲーム大会など衛星放送対応ゲームカセット用制御データと、3種のコンテンツを個別のカセットで受信する計画だったが、ゲームソフトの単体放送は法規制や技術面から難しいとされた。

### 衛星データ放送制度化
衛星データ放送の実施には方式策定や放送免許の検討が必要となることから、1993年から1994年にかけ郵政省の諮問機関により答申が行われ、これを受けた郵政省は1994年9月の省令改正とともに免許申請受付を進めた。その後SDABのデジタル放送帯域を使用し任天堂がコンテンツを供給するプランが認可を受け、1994年12月19日にSDABへ対し放送免許が交付された。
免許交付直後の同月21日、任天堂とSDABによる発表会が開催され、SDABへ出資したスクウェアより同社副社長も出席した。受信機器名はサテラビューとし当初計画のニュースなどは実施せずゲームソフトとデジタルマガジンを中心とした無料の娯楽放送として運営すること、専用カセットなど受信に必要な機器をまとめた「サテラビューセット」の価格は14,000円となり任天堂による通信販売のみとなること、放送開始日は1995年4月1日と公表した。ただし翌1995年初頭、セット価格変更とソフト開発遅れによる本放送日繰り下げが発表された。

### サービスセンター開設・機器販売開始
1995年2月13日より機器の通信販売、受信機器の接続方法や放送内容の問い合わせに応じるコールセンター「任天堂サテラビューサービスセンター」が設置され、SDAB設立当初から資本参加していたベネッセコーポレーションと共同運営した。問い合わせ先の電話番号には東京・大阪の2番号が用意された。
任天堂はこれと同時にサテラビューセットの通信販売を開始した。価格は送料税込18,000円である。『クロノ・トリガー』に同梱もしくは店頭で配布された小冊子や、ゲーム雑誌へ綴じ込まれた注文ハガキ、サービスセンターにより申し込みを受け付け、1995年4月中旬からヤマト運輸の代金引換にて順次配送が開始された。この時点での申し込み数は約1万件あり、販売目標数は1995年度内で200万台とされた。しかし店頭での一般販売はまだ実施されなかった。

### 衛星データ放送サービス開始
衛星データ放送サービスは1995年4月23日16時からセント・ギガ衛星データ放送 スーパーファミコンアワーの名称で、広告収入による無料放送の形態により本放送を開始した。データ放送を受信するには受信機器を揃えるのみでよく、SDABとの受信契約や有料放送を受信するためのBSデコーダーは必要としなかった。コールサインはJO33-BS-TDM1である。
放送は毎日昼12時から深夜2時まで行われた。1時間あたりゲームやデジタルマガジンを交代で2 - 3番組、番組ガイドを常時配信する編成を基本とし、16 - 19時は同時に放送されるラジオ番組とデータ番組を連動させた「音声連動番組」の時間に割り当てた。セント・ギガのラジオは有料放送のため通常はスクランブルが掛けられ、加入者以外は聴くことはできなかったが、この音声連動番組の時間帯は無料のノンスクランブル放送で行われ、SDABとの契約およびBSデコーダーの有無、サテラビューの有無に関わらずBS受信機のみでラジオ音声を聴くことができた。一方で従来のセント・ギガ有料放送時間帯との連携は皆無に等しく、各々別のサービスとして運営された。
スーパーファミコン向けにソフトを発売した主要サードパーティー各社も積極的に関与した。スクウェアは『クロノ・トリガー』のサウンドテストなどデモ番組を複数放送し、ラジオ番組にはスタッフがインタビューに出演した。アスキーはサテラビュー向けにゲームソフトを供給したほか、放送開始とともに『ファミコン通信』の姉妹誌として、データ放送の番組表、放送される連動ラジオ番組やゲームの紹介、番組出演者のインタビューや連載コーナーなどを掲載した月刊誌『サテラビュー通信』を刊行した。ハドソンは自社広報ラジオ番組を開始するとともに、サテラビュー専用に供給したゲームソフト『鮫亀』のテレビCMを製作・放送した。このCMは鮫亀のテーマソングとともに福原愛が登場し、店頭では売っていないソフトであることが告知された。
任天堂による広告では衛星放送による新サービスであることを強調した「宇宙から新しいゲームが降りそそぐ。」、視聴者が様々なコンテンツを操作し利用できる放送であることを示す「聴く、見る、遊ぶ、参加する!!」のキャッチコピーが用いられ、「世界初の衛星データ放送」と説明された。このデータ放送はマルチメディアの実例として、さらにはラジオやテレビに続く新しい放送形態として宣伝された。

### サテラビュー向け事業縮小と新たな事業計画
1995年11月よりサテラビュー本体セットの店頭一般販売を開始するものの購入者・普及台数は伸び悩み、1996年度に入ると音声連動番組を減少させるなどデータ放送サービスは規模を縮小した。アスキーは放送内容の縮小に伴い『サテラビュー通信』を1996年春に休刊し、スクウェアとホリ電機はゲーム供給を打ち切った。1996年9月末には任天堂サテラビューサービスセンターが業務を終了し、10月以降番組内容に関してはセント・ギガが、受信機器に関しては任天堂がそれぞれ個別に対応することとなった。
1996年6月に任天堂は野村総合研究所、マイクロソフト株式会社と共同で、セント・ギガのデータ放送とインターネットを融合させたWindowsPC向けの情報サービスを提供する計画を発表したが、1997年に計画を白紙撤回した。
SDABの収益は1995年度以降データ放送の広告収入により増加し1996年度・1997年度とも単年度黒字となったものの、88億円の累積損失が残っていた。

### SDABと任天堂の決裂
1998年1月に任天堂は京セラと共同でSDABを通じBSデジタル放送によるテレビ放送への進出計画を発表。しかしSDABの累積損失一掃のため資本減少を伴う計画であり、SDAB前経営陣を中心とした既存株主らが反対したことでこの計画も白紙となった。

### SDAB単独運営への移行・放送終了
SDAB前経営陣ら既存株主との騒動の結果、任天堂はデータ放送事業の継続を断念し提携解消と番組供給打ち切りを決定する。1999年4月3日をもってデータ放送のスポンサーから撤退し、続いてSDAB出向者と資本を引き揚げた。SDABは新年度となる翌4日からデータ放送サービスを単独運営するとともにサービス名称からスーパーファミコンアワーの名を外し、単にセント・ギガ衛星データ放送とした。
コンテンツ供給者であった任天堂の撤退により番組の削減と再放送、放送時間の縮小が繰り返され、新規コンテンツと言えるものは番組受信メニュー「サテラガイド」内における読み物の更新のみとなっていたが、単独運営を開始した1年3か月後の2000年6月30日23時、サテラガイドおよび『ドクターマリオ』BS版の配信を最後にデータ放送サービスは終了した。SDABは「デジタル放送時代を前に新規スポンサーの獲得は困難と判断した」と終了理由を説明した。

## 普及阻害の要因
サテラビューは以下の要因により普及には至らなかった。
煩わしい販売形態
販売開始時点では店頭購入できず通信販売のみとされており、専用ハガキの送付もしくはサービスセンターへの電話で申し込む必要があった。店頭販売は放送開始から約半年後の11月1日からとなり、取扱店舗も限られた。
普及途上のBS放送
当時はBS受信機器の普及・低廉化が進んでおらず、特にスーパーファミコンの主要ユーザーとなる子供や若年層の場合、すでにBSの直接受信環境を有する家庭でないとサービス利用は難しかった。さらに当データ放送とハイビジョン試験放送を除き、すべて有料放送（NHKは地上契約から衛星契約に変更する必要があった）だったため、データ放送サービスも有料と誤認された。さらに2000年末にはデータ放送をより汎用的な規格に修正し、民放も参戦したBSデジタル放送も開始していたため、チャンネル数の少ないBSアナログ放送を視聴できる環境のほうが希少になった。
データ放送はアンテナとチューナーによる直接受信でのみ利用できたため、データ放送の送受信ができない当時のケーブルテレビや、共聴受信設備によりチューナー不要でBS放送を視聴可能な集合住宅では受信できなかった。
限定された広報活動
雑誌広告は放送開始前から長期に渡り実施されたが、テレビCMは他のゲームソフトと同様に1か月程度しか放送されず、市販スーパーファミコンソフトへの広告資材封入は『クロノ・トリガー』『スーパーマリオ ヨッシーアイランド』などごく一部のみ実施された。
番組内容を知る手段は『サテラビュー通信』『ファミコン通信』『ファミリーコンピュータMagazine』など任天堂機を取り扱うゲーム誌の記事や番組表、新聞では『毎日新聞』に掲載された番組表、その他は雑誌や店頭チラシによる広告に限られた。
次世代ゲーム機の普及とスーパーファミコン市場の縮小
データ放送開始時点で競合他社のプレイステーションやセガサターンなどの第5世代ゲーム機がすでに発売されており、ゲーム業界やゲームファンの興味はこれらのソフトや価格競争に推移していた。さらに任天堂自身も1996年6月にはNINTENDO 64を発売し、スーパーファミコン市場を優先すべき理由がなくなった。

## 技術
BSアナログ放送の電波は1チャンネルあたり27MHzの帯域があり、以下のように配分されていた。WOWOWおよびセント・ギガが利用していたBS第5チャンネルを例に挙げて説明する。詳しくはアナログによる衛星放送を参照のこと。
- 映像部 - この部分はWOWOWのテレビ映像信号が使用しており、地上アナログ放送で使われていたNTSC信号が17MHzの帯域を使ってFM変調されていた。
- 音声部 - この部分は地上波とは違って1秒あたり約2Mbのディジタルデータが送られており、6.5MHzの帯域を使ってDQPSK変調されていた。通常音質のAモードの場合、32kHz10bit（14bitから準瞬時圧伸）で収録された音声が最大4チャンネルと最低480kb/s[注釈 9]のデータ放送が利用できた[注釈 10]。音声部はWOWOWとセント・ギガが共用した。
  - デジタル音声1 - WOWOW主音声（ステレオ設定時:WOWOW左音声）
  - デジタル音声2 - WOWOW副音声（ステレオ設定時:WOWOW右音声）
  - デジタル音声3 - セント・ギガ主音声（ステレオ設定時:セント・ギガ左音声）
  - デジタル音声4 - セント・ギガ副音声（ステレオ設定時:セント・ギガ右音声）
  - データ部 - 衛星データ放送では、第5チャンネルのこの部分をゲームデータの送信に使用した。このほか従前からWOWOWとセント・ギガの加入者管理用としてBSデコーダーへの制御信号送信にも使用された。

任天堂は衛星データ放送の実施に先立ち、セント・ギガに割り当てられたデジタル放送データ部を通じて受信したデータをスーパーファミコン上で実行する機能と、セント・ギガのラジオ音声とスーパーファミコンの映像・音声をミキシングし同時にテレビへ出力させる機能を備えた専用周辺機器「サテラビュー」を開発した。

## 受信機の構成

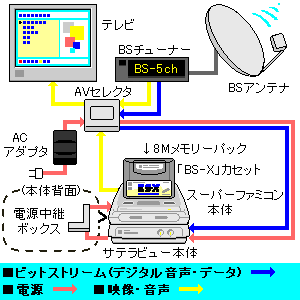
機器の接続方法と信号の流れ

データ放送の受信機器は以下の「サテラビューセット」に加え、スーパーファミコン本体、スーパーファミコン用のAVケーブル、テレビ・ビデオデッキなどを含むBSアナログチューナー内蔵機器、BSアンテナ、テレビと数多くの機器で構成された。
SF1やスーパーファミコン ジュニアでは、サテラビュー本体の接続やデータ放送の受信はできないが、8Mメモリーパックに記録済みのゲームやマガジン番組をBS-Xカセットで起動することはできる。
サテラビュー本体
型番 - SHVC-029
スーパーファミコン本体底面の28ピン拡張コネクタに接続するデータ放送受信機。BSアナログチューナーのビットストリーム端子から出力されたプログラムデータおよび音声データを受信し、スーパーファミコン本体へ送る。スーパーファミコン本体とは底面のビス2本で固定し、通常のカセットを使用する際も取り外す必要はない。
前面にはスーパーファミコン本体の電源投入とともに点灯する赤色のパワーランプ、8Mメモリーパックへの書き込み時に点滅する緑色のアクセスランプが存在する。
内部には拡張コネクタが用意され電話回線やハードディスクを繋ぐ構想もあったが、この端子へ接続する機器は発売されなかった。
衛星放送専用カセット『BS-X —それは名前を盗まれた街の物語—』
ハードウェア型番 - SHVC-028、ソフトウェア型番 - SHVC-ZBSJ-JPN
データ放送を受信・実行するための専用ロムカセット。BS-Xカセットと略される。受信メニューソフトとフォントを収録した8MbitマスクROM、当カセットや受信ゲームのセーブデータを保存するための256kbitSRAM、受信データを蓄積する4Mbit擬似SRAMを搭載する。カセット中央上部には接続コネクタがあり、放送受信時はここに8Mメモリーパックを差し込んだまま使用する。
スーパーファミコン本体に挿し込み電源を投入するとタイトル画面に続き、コンピュータRPGに出てくるような「名前を盗まれた街」が現れる。プレイヤーは自キャラクターを操作し、街の中に点在する建物に入ることで番組の受信や予約・実行を行うことができた。プレイヤーキャラクターは少年か少女のいずれかを選び、任意の名前を付け、お金の「ギガ」とアイテムを所有することができる。
放送中は街の建物が稼働・開放され、音声連動番組の放送中には街のBGMに代わりラジオ音声が流される。現実の季節に合わせ木々が紅葉する、雪が積もるなど景観の変化も見られた。さらに番組を受信するだけでなく、時間帯により様々な住人が登場し彼らの話を聞く、店や街中でアイテムを入手する、電話ボックスでゲームのヒントを得ることもできた。
放送されたゲームにはプレイヤーの少年少女が操作キャラクターや主人公として登場するもの、成績により街で使用するアイテムの追加やギガの増減がされるもの、ギガを支払わないと参加・プレイできないものも存在した。
8Mメモリーパック
型番 - SHVC-031
受信したデータ放送番組を記録するためのメモリーカートリッジ。メモリーパックと略される。BS-Xや衛星放送対応カセットの上部に用意されたコネクタに差し込んで使用する。容量8Mbitのフラッシュメモリを搭載しており、データの書き換えや半永久的な保存が可能。ラジオ放送の記録はできない。ただし、メモリーパック内のデータが少しでも破損しているとBS-Xの起動時にメモリーパックのデータをエラー画面とともに強制的に初期化される問題があった。
本体セットには1つ同梱された。1995年7月からはサテラビューサービスセンター経由での通信販売が開始され、後にサテラビュー取扱店や任天堂ホームページでの販売もされた。単品での税別販売価格は5,000円。いずれにも記録した番組名などを記入しメモリーパックへ貼り付けるためのインデックスラベルが1シート同梱された。
アスキーが発売したツクールシリーズの『RPGツクール2』『音楽ツクール かなでーる』『サウンドノベルツクール』では、セーブデータを保存する外部記憶装置として8Mメモリーパックを使用することができた。さらに『音楽ツクール かなでーる』で作成した曲データを8Mメモリーパックに記録させ、『サウンドノベルツクール』または『RPGツクール2』で使用することもできた。これらの機能を利用する場合サテラビュー本体を接続する必要はない。
この8Mメモリーパックを介したゲームボーイ・バーチャルボーイ・NINTENDO 64など他機種へのゲームデータ配信も構想されたが実現はしなかった。
同形状の周辺機器にROMパックが存在する。対応カセットへのデータ追加を目的としたロムカートリッジで、同梱または別売りされたソフトには『鮫亀』『SDガンダムGNEXT』がある。
AVセレクタ
型番 - SHVC-030
BSアナログチューナーまたはBS内蔵ビデオデッキとスーパーファミコン本体の映像・音声を自動で切り換える機器。通常はBS機器からの映像・音声をテレビに中継しており、スーパーファミコン本体の電源投入動作と連動してゲーム画面をテレビに表示させる。この他電源とビットストリーム信号をサテラビュー本体へ中継し、各機器の接続を容易にする役割も持つ。スーパーファミコン本体からの映像・音声の中継にはステレオAVケーブルまたはモノラルAVケーブルを使用する。RFスイッチ、S端子ケーブル、RGBケーブルは接続できないため、これらのケーブルを使用する場合はAVセレクタを経由せずにテレビと直接接続する。
機器の設計・製作はホリ電機が担当した。サテラビューセットの価格が当初予定より引き上げられた原因はAVセレクタの製造コスト増加による。
ACアダプタ
型番 - SHVC-032
サテラビュー本体とAVセレクタ、スーパーファミコン本体へ電源を供給するための機器。AVセレクタへ接続し、コンセントへの常時接続と通電が推奨された。プラグの形状が異なるためスーパーファミコン本体には直接接続できない。全ての電源はこのサテラビュー用ACアダプタで供給されるため、スーパーファミコン用のACアダプタ HVC-002は必要としない。
電源中継ボックス
型番 - SHVC-033
サテラビュー本体の電源出力からスーパーファミコン本体へ電源を供給するL字型の機器。
サテラビュー本体セット各機器と本体基板（MAIN-BSA-01）に実装されているLSIの例。

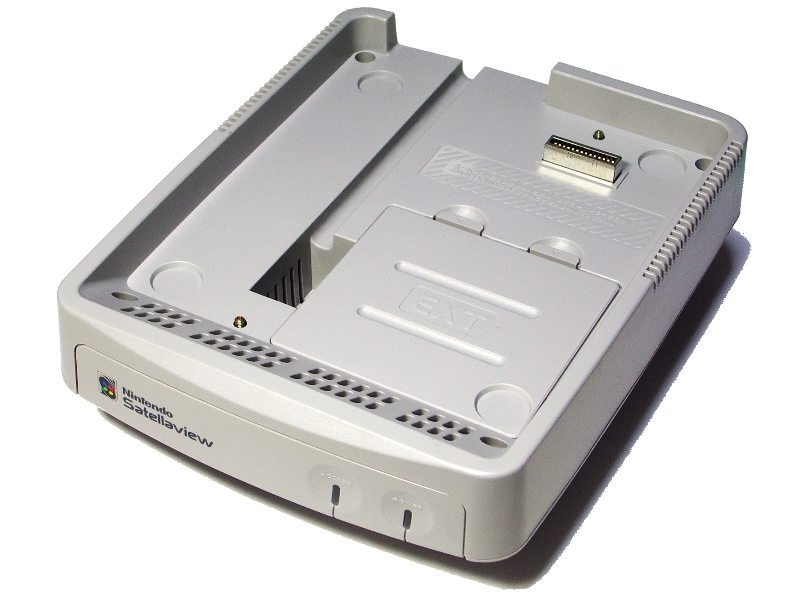
サテラビュー本体
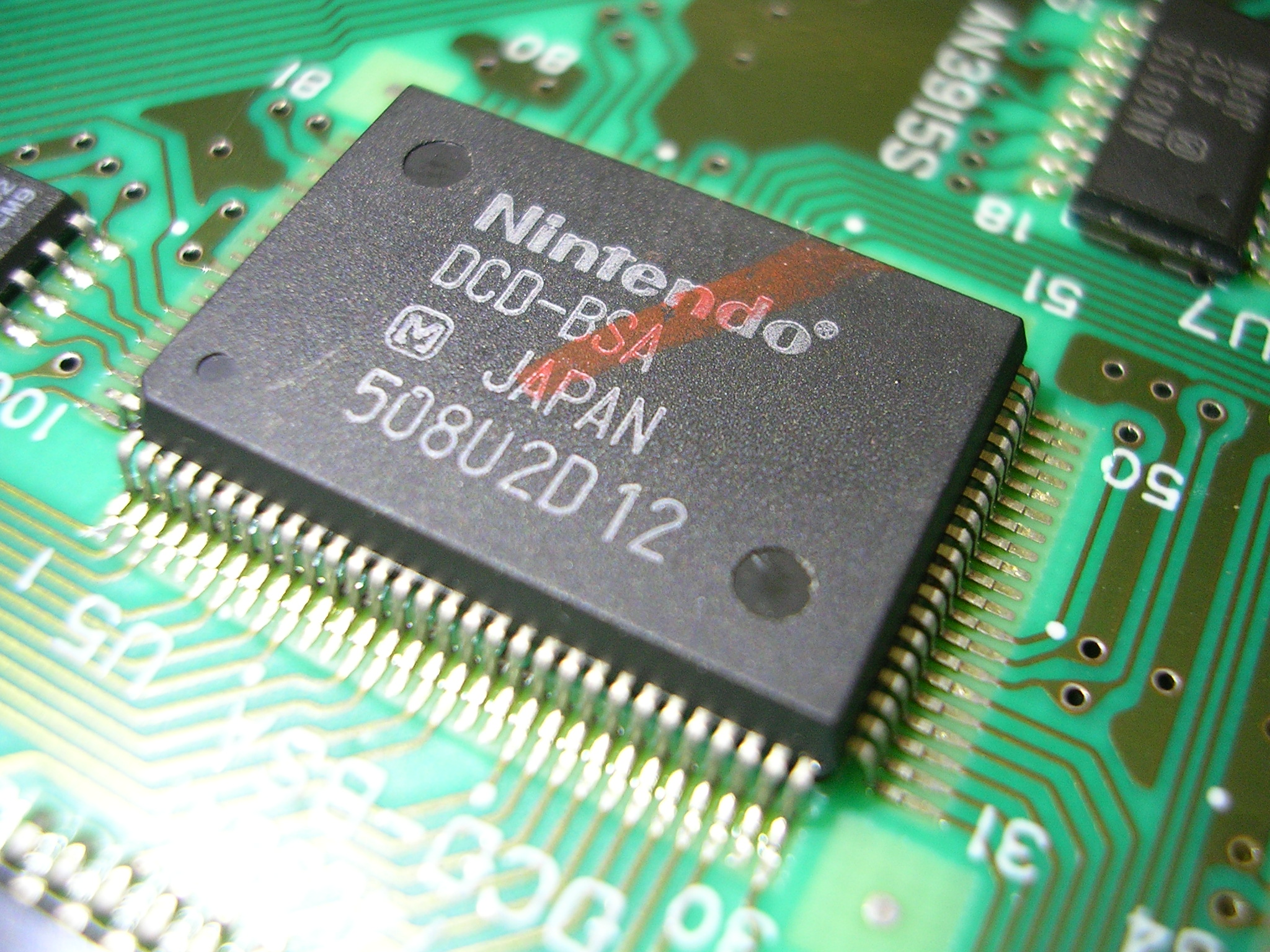
DCD-BSA データチャンネルデコーダ
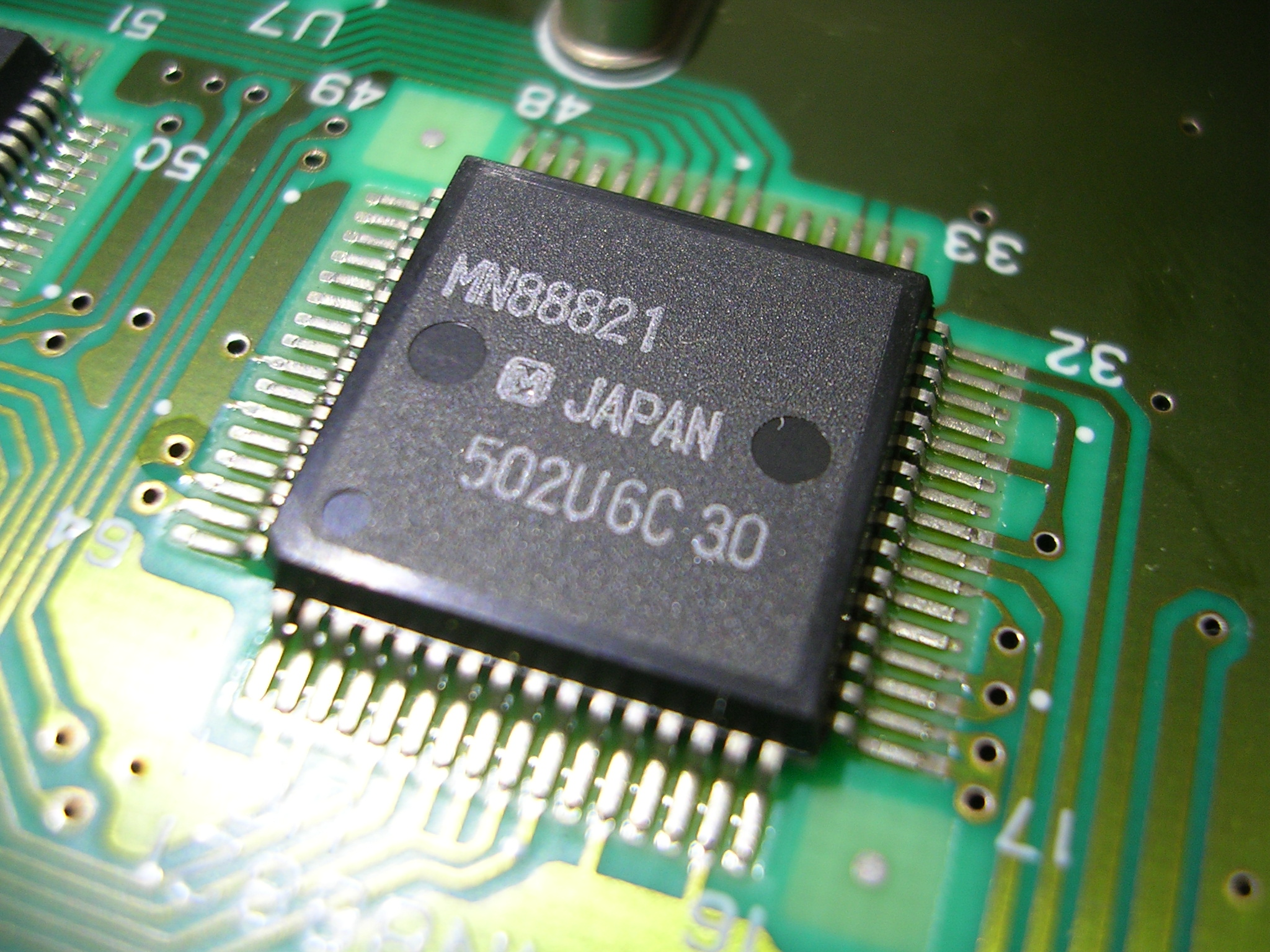
松下 MN88821 BS/CS PCMデコーダ D/Aコンバータ内蔵
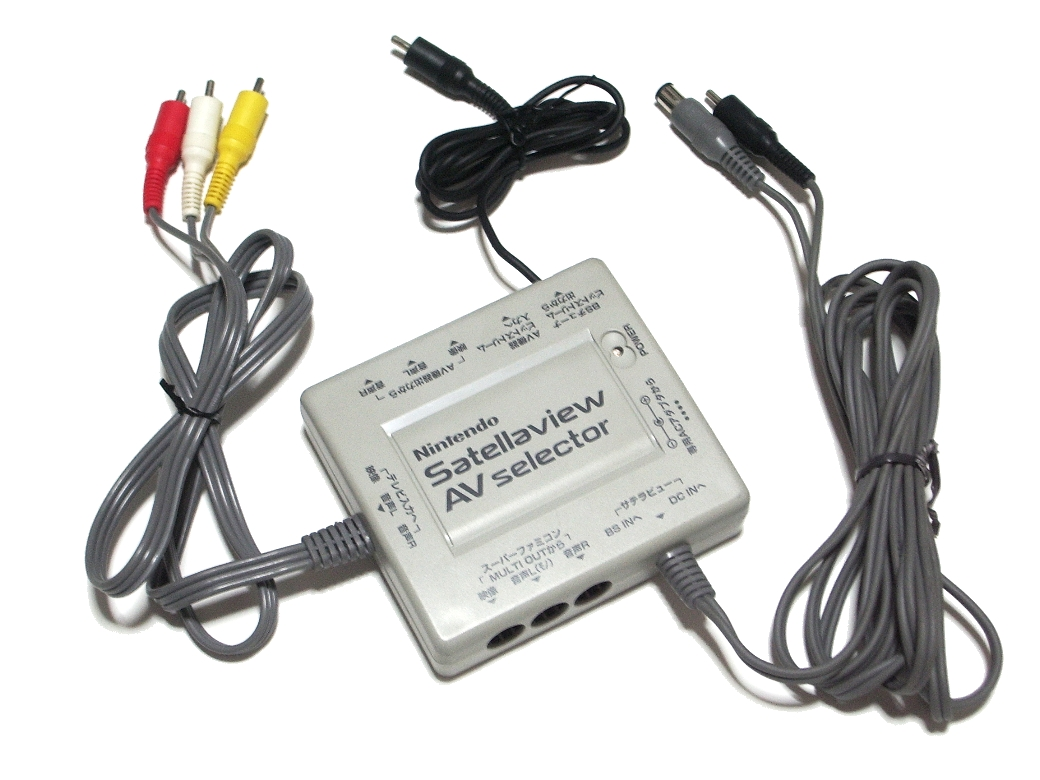
AVセレクタ
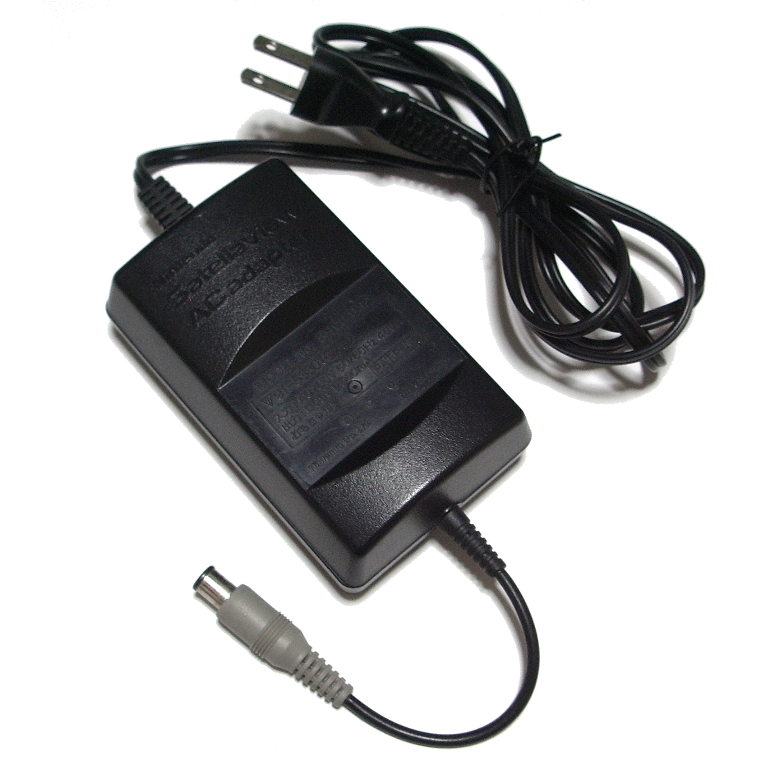
ACアダプタ
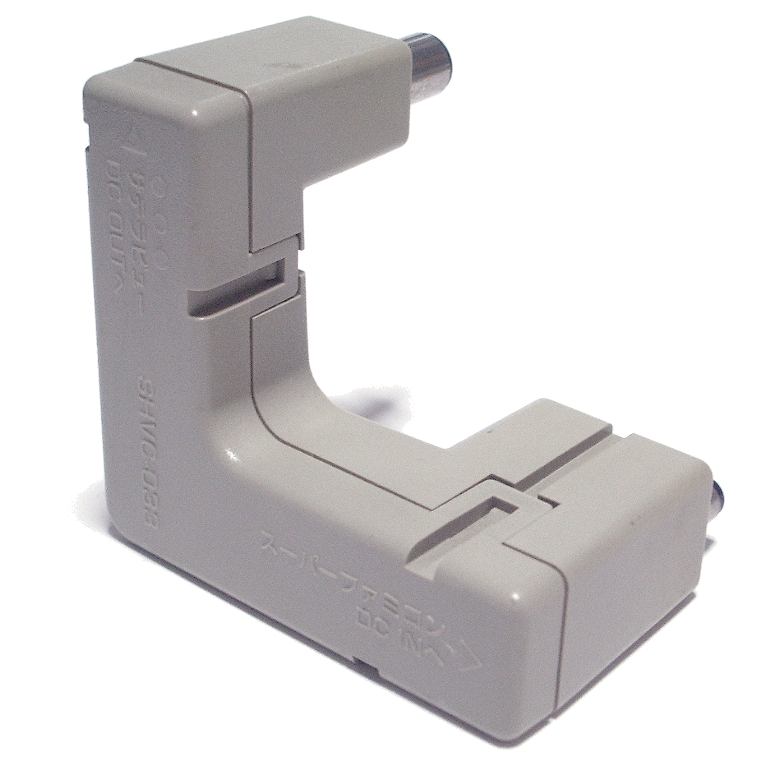
電源中継ボックス

サテラビューセットにはこれらの機器のほか、各機器の機能を説明した「取扱説明書」、BS-Xの内容と操作方法を解説した「BS-X取扱説明書」、サテラビューセットと各種BS機器との接続方法を解説した「接続説明書」の3冊が同梱された。

## 放送形態による番組の分類とその一例
この項目ではサテラビュー向けに放送された番組を放送形態ごとに分類し、その詳細と番組名を掲載した。作品名と共に記された年は初回放送年のため、実際の制作年とは一致しない。
メモリーパックに記録される番組は一部を除き放送時間外の利用も可能とされた。1996年まではサテラビューのみで供給される体験版や一部除くオリジナルゲームを秘伝ゲーム（ひでんゲーム）の名称で放送した。

### サウンドリンクゲーム
あらかじめ決められた1時間にラジオ音声とゲームデータを同時に放送し、その放送時間内のみプレイできるゲーム。1995年度までは音声連動ゲームと呼ばれたが、1996年度から呼称をサウンドリンクゲームに変更した。
ゲームの参加・受信は放送時間内に限られ、8Mメモリーパック内のデータはすべてサウンドリンクゲームのデータで上書きされた。放送終了後ゲームの再起動はできず、時間外にプレイすることはできない。ただしごく一部にはメモリーパックのデータ消去を必要としない番組、放送時間後にもゲームの再起動・プレイができる番組、他時間帯でゲームの単体放送がされた番組も存在した。
スコアランキングなどのイベントを実施したゲームでは番組終了後にゲーム中の成績を暗号化したパスワードが画面に表示された。このパスワードをセント・ギガにハガキやファックスで送ると後日マガジン番組内で成績発表が行われ、成績上位者にはハガキによる賞状、成績優秀者もしくは抽選で選ばれた当選者にはメモリーパックやテレホンカードなどの景品が贈られた。
ゲームとラジオの連動は以下の形式に分けられる。
ゲームを主とした番組
プレイヤーの操作によりゲームが進行する。ゲーム内では制限時間内にスコアを多く獲得する、イベントをクリアする、タイムアタックを行うなどの目的が設けられ、ラジオではゲームミュージックやラジオドラマが放送される。ラジオの合図やセリフによってゲームの開始・終了時刻・ヒントを知らせたり、ゲーム上にアイテムやイベントが発生するなどの変化が起こる。
- 『BSゼルダの伝説』（1995年） - 初のサウンドリンクゲーム。
- 『BSドラゴンクエストI』（1996年）
- 『BS新・鬼ヶ島』（1996年）
- 『BS探偵倶楽部 雪に消えた過去』（1997年）
- 『エキサイトバイク ぶんぶんマリオバトル』（1997年）
- 『BSファイアーエムブレム アカネイア戦記編』（1997年）
- 『BSスーパーマリオコレクション』（1997年）

ラジオ音声を主とした番組
ラジオ音声に合わせて半ば強制的にゲームが進行する。
- 『サテラQ』『わいわいでQ』（1995年 - 1999年） - 石井康嗣扮する「ギャラクター石井」が司会を、「りょう子ちゃん」と呼ばれる20歳前後の一般女性がアシスタント兼回答者を務めた視聴者参加型データ連動クイズ番組。BSデジタル放送にて各局が実施したデータ連動クイズ番組をこの時点で実現していた。1995年夏に20分ラジオ番組と同時放送のラジオ非連動型クイズ番組として開始。9月からは『わいわいチェック』と合わせたコンプレックス番組として『わいわいでQ』へ改題し、さらに同年11月・1996年3月放送分はラジオ音声完全連動番組として1時間枠で放送。1996年度からは1時間すべてクイズの『サテラQ』となり再改題した。
- 『Rの書斎』『Rの書斎 第二幕』（1997年） - 超常現象を題材としたラジオドラマ。サテラビューを利用すると字幕や内容に沿った画像がテレビ画面に表示され、さらに途中で選択肢も現れる。選んだ選択肢によってはラジオ音声に代わり、あらかじめメモリーパックに蓄積された音声が再生され、新たな物語を聴くことができた。

ラジオ非連動番組
ラジオを聴きながらプレイする機能を備えるが連動はしないゲーム。以下は時間外のプレイ・再起動とも可能とされ、他時間帯でゲームのみの放送も行われた。
- 『わいわいチェック』（1995年 - 1996年） - ホリ電機制作の間違い探しゲーム。初期の『サテラQ』と同様ラジオ連動時間帯で放送開始し、9月以降は両作合わせた『わいわいでQ』内で放送された。
- 『BSモノポリー講座 ボードウォークへの道』（1995年） - 宝田明らが出演するラジオを聴きながら『ザ・モノポリーゲーム2』のイベント改変版をプレイする番組。

その他
- 『サウンドジャーナル』（1996年 - 1998年） - ラジオ番組を聴きながら自動受信のデジタルマガジンを閲覧する音楽番組。ゲームではないがサウンドリンクゲーム枠で不定期放送された。ラジオでは回ごとのテーマに沿った様々な楽曲を、データ放送では歌詞・アーティスト画像・当時の世相やコラムを表示するデジタルマガジンを放送した[32][33]。単独番組のほか『糸井重里のバス釣りNo.1』カセットで受信・参加するサウンドリンクゲームと同時に、同カセット非所有者向け番組としても放送された。

### イベントゲーム
サテラビュー専用に作られたゲームや市販のゲームを改変したイベント版を使用して、スコアやタイムなどの成績を競う番組。新作ゲームの体験版を兼ねた物も多い。イベントへの応募はサウンドリンクゲームと同様パスワードをセント・ギガへ送信した。
イベント終了後は再放送されない作品、引き続きBSオリジナルゲームや体験版として再放送された作品に二分される。1997年度には月ごとに新たなイベント用ゲームを供給する企画「マンスリーイベント」が実施された。
- 『BSくれくれ猛レース』（アスキー 1995年 - 1996年） - 『RPGツクール SUPER DANTE』で製作された宝探しゲーム。ゲーム内で宝物を入手した後に表示されるパスワードをハガキでセント・ギガへ送ると消印順で景品がプレゼントされた。
- 『パネルでポン』イベントバージョン（任天堂 1995年 - 1997年） - 体験版を兼ねて放送。スコアアタックイベントを実施。
- 『ダイナマイ・トレーサー』（スクウェア 1996年） - 1996年初頭に放送されたスクウェアオリジナルゲームのひとつ。宇宙船レースを題材にしたタイムアタックイベント付きのRPG風SFアドベンチャーゲーム。
- 『スペシャル・ティー・ショット』（任天堂 1996年） - 『カービィボウル』の原型となったパターゴルフゲーム。
- 『ドクターマリオ』BS版（任天堂 1997年） - マンスリーイベント4月分作品。翌年に同内容の製品版がニンテンドウパワーにて販売された。
- 『マリオペイント』BS版（任天堂 1997年） - マンスリーイベント8月分作品。 マウス専用だった製品版をコントローラでも操作可能とし、コンテストを実施した。セーブデータはBS-Xカセットではなくメモリーパックへ記録される。
- 『すってはっくん』（任天堂 1997年） - マンスリーイベント11月分作品。翌年に製品版がニンテンドウパワーにて販売された。
- 『スーパーファミコンウォーズ』BS版（任天堂 1998年） - ニンテンドウパワー新作ソフトの体験版を兼ねたマンスリーイベント3月分作品。

### BSオリジナルゲーム
ランキングなどのイベントを開催せずサテラビュー独自作品として供給されたゲーム。企業イメージの向上や新発売のゲームを盛り上げる目的で放送された作品、市販が見送られていた作品、期間終了後のイベントゲームなどがある。一部には実行回数制限が付けられたゲームもあり、規定の回数ゲームを起動すると再度受信するまでプレイ不可能となった。
- 『クロノ・トリガー ジェットバイクスペシャル』『クロノ・トリガー キャラクターライブラリー』『クロノ・トリガー ミュージックライブラリー』（スクウェア 1995年） -『クロノ・トリガー』の販促作品として放送された。「ジェットバイクスペシャル」は本編に収録されたミニゲームの「ジェットバイク」を独立させたゲーム。「キャラクターライブラリー」はプレイヤーキャラクターや敵キャラクターの紹介、「ミュージックライブラリー」は本編で使用されている曲を自由に聴けるサウンドテストのため、厳密にはゲームではない。
- 『すごいRPG?』『うまたろうゲンナリンだいぼうけん』（アスキー 1995年） - 『ファミコン通信』編集部のバカタール加藤や桃栗たき子が『RPGツクール SUPER DANTE』で作成、同ソフトの販促も兼ねた奇想天外なストーリーのRPG。
- 『トレジャー・コンフリクス』『恋はバランス たとえばK君の多忙な一日編』『ラジカル・ドリーマーズ -盗めない宝石-』（スクウェア 1996年） - ゲームジャンルは順にシューティングゲーム要素のあるRPG、ギャルゲーの要素を盛り込んだボードゲーム、サウンドノベル形式のアドベンチャーゲームである。当時のスクウェアはRPGを主力とした企業であったが、これらと『ダイナマイ・トレーサー』の4作は他ジャンルへの可能性を示す実験作として制作、放送された。
- 『カービィのおもちゃ箱』（任天堂 1996年） - 『星のカービィ スーパーデラックス』の発売を記念して放送された8種のミニゲーム群。起動後同ゲームのメニュー画面を流用したCMが表示された。
- 『ヨッシーのパネポン』BS版（任天堂 1996年） - 『パネルでポン』の日本国外版として開発された作品。市販されたゲームボーイ版の販促および発売記念として放送され、タイトル画面には宣伝文を掲載した。
- 『ゴルフ大好き! O.B倶楽部』『改造町人シュビビンマン零』（メサイヤ 1997年） - 完成しながらも発売が見送られたゴルフゲームとアクションゲームをサテラビュー用番組として供給。

### 体験版
新作ゲームの体験版。1995年度は各社から新しい作品が提供されたが、翌年度からは減少した。実行回数制限のある物、プレイ可能範囲やゲームモードなどに制限をつけた物、時間制限があり一定の時間で強制終了する物、ゲームの操作はできずデモ映像を見るのみのソフトが存在した。
- 実行回数制限付きのゲーム
  - 『マジカルドロップ』（データイースト 1995年）
- 時間制限付きのゲーム
  - 『鮫亀』製品版（ハドソン 1996年）
- シナリオ範囲やゲームモードなどに制限のあるゲーム
  - 『アリスのペイントアドベンチャー』（エポック社 1995年）
  - 『晦-つきこもり』（バンプレスト 1996年）
  - 『海のぬし釣り』（パック・イン・ビデオ 1996年）
  - 『牧場物語』（パック・イン・ビデオ 1996年） - 1996年8月発売の製品体験版だけでなく、1996年9月のサウンドリンクゲーム『BS牧場物語〜私の牧場体験記〜』の事前操作練習も兼ねて放送。
- デモ版を放送したゲーム
  - 『ミスティックアーク』（エニックス 1995年）
  - 『天地創造』（エニックス 1995年）

### ゲームベストセレクション
カセットで市販されたスーパーファミコンソフトをそのまま放送する番組。1996年8月4日から4タイトルで開始し、順次タイトルの追加・入れ替えがされた。これらは1回の受信につき5回までの実行回数制限があり、バックアップ機能付のゲームはその機能が利用できない制限があった。発売当時には体験版として、さらに後年この枠で放送された作品も存在した。
- 『弟切草』（チュンソフト 1996年）
- 『つり太郎』（パック・イン・ビデオ 1996年）
- 『スーパーフォーメーションサッカー』（ヒューマン 1996年）
- 『ソウルブレイダー』（エニックス 1996年）

以上4作品で放送を開始した。
- 『キャメルトライ』『ソニックブラストマン』『エストポリス伝記』『ダライアスフォース』『スペースインベーダー
The Original Game』『大爆笑!!人生劇場 〜大江戸日記〜』（タイトー 1997年） - 1997年3月実施のタイトー特集企画で放送開始[34]。
- 『ゼルダの伝説 神々のトライフォース』（任天堂 1997年） - 1997年3月末からのサウンドリンクゲーム『BSゼルダの伝説 古代の石盤』の事前操作練習を兼ねて放送。
- 『忍たま乱太郎2』（カルチャーブレーン 1998年） - 1996年の発売当時には体験版が放送された。

### 対応データ
BS-Xと同様にメモリーパックの差し込み口が付いた「衛星放送対応カセット」を採用したスーパーファミコンソフトは、データ放送にて追加データやサンプルゲームなどダウンロードコンテンツの配信が行われた。対応データの追加・利用はメモリーパックを介して行った。BS-Xカセットで対応データを受信・記録したメモリーパックを衛星放送対応カセットに差し込み起動するとデータを利用できた。一部にはデータ放送を直接受信可能なソフトもあり、放送時間に対応カセットをBS-Xのかわりに差し込み起動することでゲームの参加やデータの利用ができた。衛星放送対応カセットは以下の全8タイトル。
- 『常勝麻雀 天牌』 - 初の対応カセット。対局観戦データを配信。
- 『SDガンダムGNEXT』 - ユニットとマップの追加。一部内容の異なる追加データを記録したROMパックも市販された。
- 『鮫亀』製品版 - 新しい絵柄の駒を追加。BS-Xで起動すると駒の自作ツールとして、鮫亀カセットで起動すると作成した駒が使えるデータも放送された。
- 『RPGツクール2』 - サンプルゲームやマップ・キャラクターなど製作素材の追加。本ソフト発売より『BSくれくれ猛レース』は対応データへ移行した。
- 『ダービースタリオン96』 - 種牡馬や年度更新データの配信。データ放送の直接受信によるレース観戦。
- 『音楽ツクール かなでーる』 - コンテスト入賞曲やサンプル曲の配信。本作の音楽データを他のツクールシリーズで使用するにはかなでーるカセットによるコンバート作業が必要だが、かなでーる未所有者を対象としたコンバート済みデータも配信された。
- 『サウンドノベルツクール』 - コンテスト入賞作やサンプルゲームの配信。
- 『糸井重里のバス釣りNo.1』 - 専用マガジン番組の配信。サウンドリンクゲームや独立データ放送の直接受信による釣り大会ゲームへの参加。

### マガジン番組
文字に写真・イラスト・音楽・効果音などを添えた雑誌状の情報をテレビ画面で閲覧する番組。独自に企画・製作された番組のほかに実在の雑誌やインターネットのウェブサイトから記事を抜粋・紹介する番組も存在した。1996年度は減少するものの1997年度より再度増加し、ゲーム以外の情報を扱う番組も多数放送された。
- かべ新聞ニュース - 番組表とイベント用ゲームの結果発表、視聴者からのハガキやファックスの紹介。
- 取説マガジン - ゲームの操作方法や内容の説明。
- リリー・フランキー劇場（1995年度） - リリー・フランキーによるデジタルコミック。
- スクロールピンナップギャル、UP TO BOY、ワニのエサ（1995年度） - アイドル情報。 ワニブックス・アップトゥボーイとの提携番組。
- BSグッズプレス（1997年度） - グッズ情報。徳間書店・グッズプレスと提携した記事抜粋番組。
- BSファミ通 かわら版（1997年度） - ゲーム情報。アスキー・ファミ通と提携した記事抜粋番組。
- ギャル缶Bazooka!（1997年度） - アイドル、各種ランキング、プレイスポット紹介など総合エンタメ情報。
- お料理ポン!（1997年度） - レシピ紹介と独自小説で構成される料理番組。講談社・お料理MINEとの提携番組。
- BS任天堂HP（1998年度） - ゲーム情報。インターネットで公開された「任天堂ホームページ」を再現し情報を抜粋紹介した番組。

### パーソナリティ番組
ラジオ放送によるパーソナリティのトークやゲーム情報を主番組とし、同時に放送されたマガジン番組やゲームを補完番組として、これらを組み合わせた連動番組。
この時間帯に放送されたマガジン番組はラジオ内で放送された曲目、場所や人物の詳細、収録の様子やゲーム画面などの写真、番組に投稿された写真やイラスト、番組の裏話など、ラジオ音声では伝えにくい情報の掲載が行われた。ゲームにはラジオ放送を聴きながらプレイできる機能が備えられ、パーソナリティが登場するタレントゲームも制作・放送された。ラジオ番組の途中にCMを挿入することはなく、番組終了直後の空き時間には番組宣伝やサテラビューに関する問い合わせ先、有料放送時間帯への移行告知を放送した。
パーソナリティ番組を中心としたスーパーファミコンアワーの番組内では、リスナーをあえてプレイヤーと呼んだ。パーソナリティが番組に寄せられた投稿を読むときは「プレイヤーネーム」と前置きした上でラジオネームを紹介することが通例とされ、マガジン番組内ではP.Nと略記された。

#### 1995年度
放送開始から7月中旬までは月 - 土曜に「放課後の王様」、日曜に「サンデー・バカボン」の枠名が付けられ、タモリ、内田有紀、泉谷しげる、浜崎あゆみ、穴井夕子、しましまんず、伊集院光、爆笑問題、裕木奈江、細川ふみえ、松本梨香らによるトークバラエティ番組、AK LIVEによる音楽番組、杉山佳寿子、平松広和、櫛田理子による各社のゲーム情報番組などを放送した。しかし年度末の1996年3月に大多数の番組が終了した。
以下は1995年度に放送されたラジオ番組の一部と、それと同時放送されたゲームである。
- 『爆笑問題の放課後の王様』と『ワリオの森 爆笑バージョン』
- 『サバチーチカレッジ タモロス博士のサンデーゼミナール』とお絵かきロジックをゲーム化した『タモリのピクロス』
- 内田有紀『夕暮れストリートキッズ』とジグソーパズルをゲーム化した『有紀のジグソーキッズ』、間違い探しをゲーム化した『有紀のWAIWAIキッズ』
- 裕木奈江『明日になれば…』と裕木奈江をキャラクターに起用したアクションゲーム『KONAEチャンのどきどきペンギン家族』
- 杉山佳寿子がパーソナリティを務めたハドソンの広報番組『UNDAKE30 鮫亀大作戦』と『鮫亀』

#### 1996年度
1996年度は4番組がリニューアル継続し、AK LIVEの番組は有料放送時間帯へ移動した。以下は1996年度に放送された全番組である。投稿企画としてゲームのアイデアを募った番組もあったが、前年度のように特定のゲームを毎回放送することはなかった。
- 『裕木奈江のGE-MUの壺』 - 裕木奈江によるフリートークやゲームクリエイターとのトークなど。
- 『爆笑問題のシリコン町内会』 -前年度番組より継続の『RPGツクール2』による坂本龍馬を主人公にしたオリジナルRPGのイベント募集など。
- 『伊集院光の怪電波発信基地』 - 唯一の深夜番組となり、架空のゲーム企画を中心に過激なトークが展開された。
- 『ゲーム虎の超大穴』 - 前年度に続きパーソナリティの櫛田理子がサテラビュー配信作や任天堂ゲーム機の最新ゲーム情報を提供。1997年度は単発特番として放送された。

#### 1997年度
レギュラー番組の放送は終了した。単発番組として『ゲーム虎の超大穴』のほか、川村万梨阿によるゲームとアニメのトーク番組『サテラ声優マガジン カフェ・MARIA』を1998年1月25 - 31日に放送した。前年度番組でパーソナリティを担当した爆笑問題は『爆笑問題の突撃!スターパイレーツ』、裕木奈江は『BSスーパーマリオコレクション』へと、各々サウンドリンクゲームに出演した。

## 番組内容の変遷
この項目では年度による放送内容の特徴と変化を番組表とともに紹介する。

### 1995年度
| ♪音声連動番組 ◇体験版・デモ版 ■マガジン番組 | |                   |
| 12                                          | 00 タモリのピクロス 50 ■UP TO BOY | ■番組宣伝マガジン |
| 13                                          | 00 ワリオの森 爆笑バージョン 50 ■リリー・フランキ―劇場 まんが版 | ■番組宣伝マガジン |
| 14                                          | 00 すごいRPG? 3 50 ■NABAちゃんの音楽情報調査室 | ■番組宣伝マガジン |
| 15                                          | 00 ジグソーゲーム 50 ■リリー・フランキ―劇場 実写版 | ■番組宣伝マガジン |
| 16                                          | 00 ♪■放課後の王様 穴井夕子ワイド あるプレーヤーの1日 00▽17:30-18:00 ♪UNDAKE30鮫亀大作戦&ゲーム鮫亀 00▽18:00-18:25 ♪■AK LIVE ヒットギャング 00 （マガジンは18:30まで放送） 00▽18:30-18:40 ♪■ゲーム虎の大穴 00 （マガジンは19:00まで放送） | ■番組宣伝マガジン |
| 17                                          | 00 ♪■放課後の王様 穴井夕子ワイド あるプレーヤーの1日 00▽17:30-18:00 ♪UNDAKE30鮫亀大作戦&ゲーム鮫亀 00▽18:00-18:25 ♪■AK LIVE ヒットギャング 00 （マガジンは18:30まで放送） 00▽18:30-18:40 ♪■ゲーム虎の大穴 00 （マガジンは19:00まで放送） | ■番組宣伝マガジン |
| 18                                          | 00 ♪■放課後の王様 穴井夕子ワイド あるプレーヤーの1日 00▽17:30-18:00 ♪UNDAKE30鮫亀大作戦&ゲーム鮫亀 00▽18:00-18:25 ♪■AK LIVE ヒットギャング 00 （マガジンは18:30まで放送） 00▽18:30-18:40 ♪■ゲーム虎の大穴 00 （マガジンは19:00まで放送） | ■番組宣伝マガジン |
| 19                                          | 00 ◇ミスティックアーク 50 ■UP TO BOY | ■番組宣伝マガジン |
| 20                                          | 00 すごいRPG? 3 50 ■リリー・フランキ―劇場 まんが版 | ■番組宣伝マガジン |
| 21                                          | 00 タモリのピクロス 50 ■NABAちゃんの音楽情報調査室 | ■番組宣伝マガジン |
| 22                                          | 00 ◇ミスティックアーク 50 ■ゲーム虎の大穴 | ■番組宣伝マガジン |
| 23                                          | 00 鮫亀 50 ■AK LIVE ヒットギャング | ■番組宣伝マガジン |
| 0                                           | 00 ジグソーゲーム 50 ■リリー・フランキ―劇場 実写版 | ■番組宣伝マガジン |
| 1                                           | 00 ◇ミスティックアーク 50 ■UP TO BOY（2:00終了） | ■番組宣伝マガジン |

| ♪音声連動番組 ◇体験版・デモ版 ■マガジン番組 ★対応データ 取説マガジンは直後に放送されるゲーム・対応データの説明 | |                   |
| 12 | 00 ■取説マガジン 10 ★常勝麻雀 天牌 対応データ 30 ■取説マガジン 40 ピコピコパイレーツ                                                       | ■かべ新聞ニュース |
| 13 | 00 ■取説マガジン 10 裏亀 30 ■取説マガジン 40 KONAEチャンのどきどきペンギン家族                                                             | ■かべ新聞ニュース |
| 14 | 00 ■取説マガジン 10 ◇ゲームの鉄人 THE 上海 30 ■取説マガジン 40 ◇マジカルドロップ                                                           | ■かべ新聞ニュース |
| 15 | 00 ■取説マガジン 10 パネルでポン イベントバージョン 30 ■取説マガジン 40 鮫亀マリオバージョン                                               | ■かべ新聞ニュース |
| 16 | 00 ♪■爆笑問題の放課後の王様 | ■かべ新聞ニュース |
| 17 | 00 ♪■AK LIVE ヒットギャング 30 ♪■スクウェアまがじん                                                                                        | ■かべ新聞ニュース |
| 18 | 00 ♪BSモノポリー講座 ボードウォークへの道                                                                                                  | ■かべ新聞ニュース |
| 19 | 00 ■取説マガジン 10 ◇す〜ぱ〜ぷよぷよ通 30 ■取説マガジン 40 ◇ミッキーとドナルド マジカルアドベンチャー3                                    | ■かべ新聞ニュース |
| 20 | 00 ■取説マガジン 10 BSくれくれ猛レース 30 ■取説マガジン 40 パネルでポン イベントバージョン                                                 | ■かべ新聞ニュース |
| 21 | 00 ■取説マガジン 10 ◇アメリカンバトルドーム 30 ■取説マガジン 40 ◇す〜ぱ〜ぷよぷよ通                                                        | ■かべ新聞ニュース |
| 22 | 00 ■リリー・フランキー劇場 ■取説マガジン 10 有紀のジグソーキッズ 30 ■NABAちゃんの音楽情報調査室 ■取説マガジン 40 ★常勝麻雀 天牌 対応データ | ■かべ新聞ニュース |
| 23 | 00 ■リリー・フランキー劇場 ■取説マガジン 10 KONAEチャンのどきどきペンギン家族 30 ■NABAちゃんの音楽情報調査室 ■取説マガジン 40 BSモノポリー | ■かべ新聞ニュース |
| 0 | 00 ■兄キの香り ■取説マガジン 10 ◇ミッキーとドナルド マジカルアドベンチャー3 30 ■兄キの香り ■取説マガジン 40 ◇アメリカンバトルドーム        | ■かべ新聞ニュース |
| 1 | 00 ■兄キの香り ■取説マガジン 10 パネルでポン イベントバージョン 30 ■兄キの香り ■取説マガジン 40 わいわいチェック（2:00終了）               | ■かべ新聞ニュース |

放送開始時はラジオとデータ放送を連動させた夕方16:00 - 19:00の「音声連動番組」を軸とした。この枠のラジオ番組は一般のラジオ放送と同様トークの合間にリスナーの投稿を読み、J-POPなどの音楽を流しながら進行するもので、データ放送ではラジオを聴きながらマガジン番組やゲームを受信し利用することができた。データ放送単体時間帯にはラジオと同時放送されたマガジン番組やゲームの再放送のほか、オリジナルゲームや体験版ゲーム、漫画・読み物・写真集などを掲載した独立型マガジン番組も放送された。
7月中旬には音声連動番組の改編が行われ、データ放送では各社より多数の体験版ソフトが供給される。8月に週1時間特番として開始されたサウンドリンクゲームは9月に入ると日 - 金曜日18:00 - 19:00へ定時化し、パーソナリティ番組は番組数をほぼ維持したまま16:00 - 18:00へ時間短縮した。
11月より土曜日18:00 - 19:00枠もサウンドリンクゲームとなり、この編成のまま年度末まで継続した。しかし1996年3月末、ゲーム情報番組『ゲーム虎の大穴』などでゲームを主体とする翌年度の方針転換が公表され、多数のパーソナリティ番組とマガジン番組が終了した。

### 1996年度
| ♪音声連動番組 ◇体験版・デモ版 ■マガジン番組 ★対応データ 取説マガジンは直後に放送されるゲーム・対応データの説明 | | |
| 12 | 00 ■取説マガジン 10 ★鮫亀対応 駒エディター 30 ■取説マガジン 40 ★RPGツクール2対応 オーガニックストーン                                                | ■かべ新聞ニュース                                                                                              |
| 13 | 00 ■取説マガジン 10 ★RPGツクール2・サウンドノベルツクール対応 00 坂本龍馬RPG BGMコンバートデータ 30 ■取説マガジン 40 ★ダービースタリオン96対応データ | ■かべ新聞ニュース                                                                                              |
| 14 | 00 ■取説マガジン 10 ★サウンドノベルツクール対応 お気楽講座 30 ■取説マガジン 40 ★常勝麻雀天牌 対応データ                                              | ■かべ新聞ニュース                                                                                              |
| 15 | 00 ■取説マガジン 10 すごいRPG? 2 30 ■取説マガジン 40 すごいRPG? 3                                                                                    | ■かべ新聞ニュース                                                                                              |
| 16 | 00 ■取説マガジン 10 BS-Xシューティング 30 ■取説マガジン 40 ◇パズル忍たま乱太郎 忍術学園パズル大会の段                                                | ■かべ新聞ニュース                                                                                              |
| 17 | 00 ♪BS風来のシレン スララを救え! 第3話（再）0014日 日曜日 00 ♪■裕木奈江のGE-MUの壺 20 ♪■ゲーム虎の超大穴                                             | 00 ♪BS風来のシレン スララを救え! 第3話（再）0014日 日曜日 00 ♪■裕木奈江のGE-MUの壺 20 ♪■ゲーム虎の超大穴       |
| 18 | 00 ♪BSスプリガンパワード 第3話0020日 土曜日 00 ♪■爆笑問題のシリコン町内会                                                                            | 00 ♪BSスプリガンパワード 第3話0020日 土曜日 00 ♪■爆笑問題のシリコン町内会                                      |
| 19 | 00 ■取説マガジン 10 ◇忍たま乱太郎 すぺしゃる 30 ■取説マガジン 40 ピコピコパイレーツ                                                                  | ■かべ新聞ニュース                                                                                              |
| 20 | 00 ■取説マガジン 10 すごいシューティング1 人体 30 ■取説マガジン 40 すごいシューティング2 クリスタルガーディアン                                      | ■かべ新聞ニュース                                                                                              |
| 21 | 00 ■取説マガジン 10 ★鮫亀対応 駒エディター 30 ■取説マガジン 40 ★RPGツクール2対応 オーガニックストーン                                                | ■かべ新聞ニュース                                                                                              |
| 22 | 00 ■取説マガジン 10 ★音楽ツクールかなでーる対応 00 坂本龍馬RPG BGMスコアデータ 30 ■取説マガジン 40 ★ダービースタリオン96対応データ                   | ■かべ新聞ニュース                                                                                              |
| 23 | 00 ■取説マガジン 10 ★サウンドノベルツクール対応 お気楽講座 30 ■取説マガジン 40 ◇忍たま乱太郎 すぺしゃる                                              | ■かべ新聞ニュース                                                                                              |
| 0 | 00 ■ゲーム虎の超大穴 ■取説マガジン 10 ピコピコパイレーツ 30 ■ゲーム虎の超大穴 ■取説マガジン 40 BS-Xシューティング                                    | ■かべ新聞ニュース                                                                                              |
| 1 | 00 ♪BSスプリガンパワード 第3話0020日 土曜日深夜（翌21日 日曜日午前） 00 ♪■伊集院光の怪電波発信基地（2:00終了）                                       | 00 ♪BSスプリガンパワード 第3話0020日 土曜日深夜（翌21日 日曜日午前） 00 ♪■伊集院光の怪電波発信基地（2:00終了） |

| ♪音声連動番組 ◎ゲームベストセレクション ■マガジン番組 ★対応データ ゲームや対応データと同時に取説マガジンを放送 | | |
| 12 | 00 ★ダービースタリオン96対応 種牡馬データ 30 ★SDガンダムGNEXT対応 ユニット&マップデータ                              | ■かべ新聞ニュース |
| 13 | 00 ★サウンドノベルツクール対応 お気楽講座 30 ◎ザ・ファイヤーメン                                                     | ■かべ新聞ニュース |
| 14 | 00 ◎高橋名人の大冒険島 30 ◎スーパーピンボール ビハインド・ザ・マスク                                                 | ■かべ新聞ニュース |
| 15 | 00 ◎スーパー倉庫番 30 ◎本家 花札                                                                                     | ■かべ新聞ニュース |
| 16 | 00 ◎ワイルドガンズ 30 ◎SANKYO Fever! フィーバー!                                                                     | ■かべ新聞ニュース |
| 17 | 00 ♪サテラQ 年末ジャンボ宝クイズ 第2週（再）009日 日曜日 00 ♪■裕木奈江のGE-MUの壺 20 ♪■ゲーム虎の超大穴              | 00 ♪サテラQ 年末ジャンボ宝クイズ 第2週（再）009日 日曜日 00 ♪■裕木奈江のGE-MUの壺 20 ♪■ゲーム虎の超大穴              |
| 18 | 00 ♪BS探偵倶楽部 雪に消えた過去 前編00 15日 土曜日 00 ♪■爆笑問題のシリコン町内会                                     | 00 ♪BS探偵倶楽部 雪に消えた過去 前編00 15日 土曜日 00 ♪■爆笑問題のシリコン町内会                                     |
| 19 | 00 ◎ザ・ファイヤーメン 30 ◎高橋名人の大冒険島                                                                        | ■かべ新聞ニュース |
| 20 | 00 ◎スーパーピンボール ビハインド・ザ・マスク 30 ◎スーパー倉庫番                                                     | ■かべ新聞ニュース |
| 21 | 00 ◎スキーパラダイス WITH スノーボード 30 ◎本家 花札                                                                 | ■かべ新聞ニュース |
| 22 | 00 ★ダービースタリオン96対応 種牡馬データ 30 ★SDガンダムGNEXT対応 ユニット&マップデータ                              | ■かべ新聞ニュース |
| 23 | 00 ★RPGツクール2対応 アルフとはかせのだいぼぉけん 30 ◎ワイルドガンズ                                                 | ■かべ新聞ニュース |
| 0 | 00 ◎SANKYO Fever! フィーバー! 30 ◎スキーパラダイス WITH スノーボード                                                 | ■かべ新聞ニュース |
| 1 | 00 ♪BS探偵倶楽部 雪に消えた過去 前編0015日 土曜日深夜（翌16日 日曜日午前） 00 ♪■伊集院光の怪電波発信基地（2:00終了） | 00 ♪BS探偵倶楽部 雪に消えた過去 前編0015日 土曜日深夜（翌16日 日曜日午前） 00 ♪■伊集院光の怪電波発信基地（2:00終了） |

1996年度に入ると番組編成は日替わりから週替わりとなり、音声連動番組の時間帯は17:00 - 19:00の2時間と翌1:00 - 2:00（深夜25:00 - 26:00）の1時間に分割された。パーソナリティ番組は毎日2時間から土日の計3時間と減少し、タレントによるトークバラエティが3番組、任天堂ゲーム機の新作ゲーム情報が1番組のみとなった。サウンドリンクゲームは月ごと1作品4話供給を基本とし放送枠を拡大、日曜除く17:00からは旧作の再放送が、土曜除く夕方18:00と翌日1:00からは新作の本放送が実施された。
昼と夜の各々数時間は対応データ配信が実施された。オリジナルゲームは少数の新作にパーソナリティ番組のゲームを除いた前年度の再放送作品で占められ、体験版ソフトは新作スーパーファミコンソフトの発売数とともに順次減少し定期供給は途絶えた。8月には新たに「ゲームベストセレクション」を開始、月ごとにタイトルを追加・更新しオリジナルゲームとの置き換えが進んだ。

### 1997年度
| ♪サウンドリンクゲーム ◎ゲームベストセレクション ■マガジン番組 ★対応データ ゲームと同時に取説マガジンを放送 | |                                           |
| 12 | 00 ★ダービースタリオン96対応 種牡馬データ 00 ■THE BS-X FILES 30 ★糸井重里のバス釣りNo.1対応マガジン 第14号                      | ■かべ新聞ニュース                         |
| 13 | 00 ◎スーパーファイナルマッチテニス 30 ◎スーパーバレーII                                                                         | ■かべ新聞ニュース                         |
| 14 | 00 ◎高橋名人の大冒険島 30 ◎スーパーボンバーマン                                                                                 | ■かべ新聞ニュース                         |
| 15 | 00 ◎スーパーファイヤープロレスリング2 30 ◎ワイアラエの奇蹟                                                                      | ■かべ新聞ニュース                         |
| 16 | 00 ◎アクトレイザー 30 ◎奇々怪界-謎の黒マント-                                                                                   | ■かべ新聞ニュース                         |
| 17 | 00 BS F-ZERO 2 プラクティス 30 改造町人シュビビンマン零                                                                         | ■かべ新聞ニュース                         |
| 18 | 00 ♪BSゼルダの伝説 古代の石盤 第1話（再）                                                                                       | 00 ♪BSゼルダの伝説 古代の石盤 第1話（再） |
| 19 | 00 ♪Rの書斎 第1週 | 00 ♪Rの書斎 第1週                         |
| 20 | 00 ■ドレミでふぁ〜! 00 ■BSファミ通 かわら版 20 ■虎マガ大作戦 00 ■BSグッズプレス 6月号 40 ■ランキングマガジン 00 ■BS-FENEK 6月号 | ■かべ新聞ニュース                         |
| 21 | 00 ◎ソニックブラストマン 30 ◎ザ・ファイヤーメン                                                                                 | ■かべ新聞ニュース                         |
| 22 | 00 BS F-ZERO2 プラクティス 30 ドクターマリオ BS版                                                                               | ■かべ新聞ニュース                         |
| 23 | 00 ★ダービースタリオン96対応 種牡馬データ 00 ■THE BS-X FILES 30 ★糸井重里のバス釣りNo.1対応マガジン 第14号                      | ■かべ新聞ニュース                         |
| 0 | 00 ◎スーパーファイナルマッチテニス 30 ◎スーパーバレ―II                                                                          | ■かべ新聞ニュース                         |
| 1 | 00 ◎キッドクラウンのクレイジーチェイス 30 ◎超魔界大戦!どらぼっちゃん（2:00終了）                                                | ■かべ新聞ニュース                         |

| ♪サウンドリンクゲーム ◎ゲームベストセレクション ■マガジン番組 ★対応データ ゲームと同時に取説マガジンを放送 |                                                                                      |                                                         |
| 12 | 00 ★ダービースタリオン96対応 97年度版更新データ                                      | ■かべ新聞ニュース                                       |
| 13 | 00 ◎ゼルダの伝説 神々のトライフォース 30 ◎す〜ぱ〜忍者くん                           | ■かべ新聞ニュース                                       |
| 14 | 00 ◎ぎゅわんぶらあ自己中心派2 ドラポンクエスト 30 ◎スーパーファイヤープロレスリング2 | ■かべ新聞ニュース                                       |
| 15 | 00 改造町人シュビビンマン零 30 BS F-ZERO プラクティス                                | ■かべ新聞ニュース                                       |
| 16 | 00 ■お料理ポン! 30 ◎大爆笑!!人生劇場 〜大江戸日記〜                                  | ■かべ新聞ニュース                                       |
| 17 | 00 サテラdeピクロス 30 ■虎マガ大作戦 00 ■ランキングマガジン                          | ■かべ新聞ニュース                                       |
| 18 | 00 ♪BSファイアーエムブレム アカネイア戦記編 第1話（再）                              | 00 ♪BSファイアーエムブレム アカネイア戦記編 第1話（再） |
| 19 | 00 ♪Rの書斎 第二幕 第1週                                                             | 00 ♪Rの書斎 第二幕 第1週                                |
| 20 | 00 ■ドレミでふぁ〜! 00 ■Digital Magazine BUSTERS BS 30 サテラdeピクロス              | ■かべ新聞ニュース                                       |
| 21 | 00 ◎エストポリス伝記 30 ◎ワイルドガンズ                                              | ■かべ新聞ニュース                                       |
| 22 | 00 ★ダービースタリオン96対応 97年度版更新データ                                      | ■かべ新聞ニュース                                       |
| 23 | 00 サテラdeピクロス 30 ■BSグッズプレス 00 ■フロイトの挑戦状 00 ■BS-FENEK             | ■かべ新聞ニュース                                       |
| 0 | 00 ◎SANKYO Fever!フィーバー! 30 ◎ワイルドガンズ                                      | ■かべ新聞ニュース                                       |
| 1 | 00 クオンパ BS版 30 スーパー詰将棋1000（2:00終了）                                   | ■かべ新聞ニュース                                       |

1997年度には音声連動番組が18:00 - 20:00の2時間に短縮するとともにパーソナリティ番組のレギュラー放送は終了し、サウンドリンクゲームの旧作と新作のみの放送となった。一方で月間隔で断続的に続編を提供、または1・2回で完結するサウンドリンクゲームの路線変更、「マンスリーイベント」の開始、ゲームベストセレクションの追加・更新、ゲーム情報以外のジャンルも含めた新たなマガジン番組の定時放送で番組編成のテコ入れが図られた。ニンテンドウパワーとの連携も若干ながら行われ、ゲーム情報マガジン番組によるサービスやソフト紹介のほか、翌年度と含め2タイトルの体験版が放送された。
8月1日の放送衛星切り替えに伴い、秋季より衛星の食期間における深夜の放送休止は廃止された。

### 1998年度
| ♪サウンドリンクゲーム ◎ゲームベストセレクション ■マガジン番組 ゲームと同時に取説マガジンを放送 | | |
| 12                                                                                             | 00 マリオペイント BS版 30 すってはっくん イベントバージョン                                                                                 | ■かべ新聞ニュース |
| 13                                                                                             | 00 ◎パズルボブル 30 ◎スーパー五目ならべ 連珠                                                                                                | ■かべ新聞ニュース |
| 14                                                                                             | 00 ◎忍たま乱太郎2 30 ◎アルバートオデッセイ                                                                                                  | ■かべ新聞ニュース |
| 15                                                                                             | 00 ■旅まがじん とことんTravel 00 ■公募・懸賞マガジン（仮称） 30 スペシャル・ティー・ショット                                                | ■かべ新聞ニュース |
| 16                                                                                             | 00 ■BS任天堂HP 00 ■NINTENDO POWER MAGAZINE 30 ゴルフ大好き! O.B倶楽部                                                                       | ■かべ新聞ニュース |
| 17                                                                                             | 00 ニチブツマージャン 30 ■ゲーム虎の太鼓判 00 ■ドレミでふぁ2〜!                                                                             | ■かべ新聞ニュース |
| 18                                                                                             | 00 ♪サウンドジャーナル for Lovers Valentine Special（再） 00 12日（日） - 14日（火）：vol.1 洋楽編 00 15日（水） - 18日（土）：vol.2 邦楽編 | 00 ♪サウンドジャーナル for Lovers Valentine Special（再） 00 12日（日） - 14日（火）：vol.1 洋楽編 00 15日（水） - 18日（土）：vol.2 邦楽編 |
| 19                                                                                             | 00 ■月刊コイントス ポケモンカードゲームマガジン 00 ■ポケカメマガジン 30 ■BS-FENEK 00 ■Digital Magazine BUSTERS BS                           | ■かべ新聞ニュース |
| 20                                                                                             | 00 ◎忍たま乱太郎2 30 ◎アルバートオデッセイ                                                                                                  | ■かべ新聞ニュース |
| 21                                                                                             | 00 マリオペイント BS版 30 すってはっくん イベントバージョン                                                                                 | ■かべ新聞ニュース |
| 22                                                                                             | 00 スペシャル・ティー・ショット 30 ◎アルカノイド Doh It Again                                                                               | ■かべ新聞ニュース |
| 23                                                                                             | 00 ◎スーパーボンバーマン 30 ■BS任天堂HP 00 ■NINTENDO POWER MAGAZINE                                                                         | ■かべ新聞ニュース |
| 0                                                                                              | 00 ◎SUPER E.D.F. 30 ◎ロードモナーク | ■かべ新聞ニュース |
| 1                                                                                              | 00 ゴルフ大好き! O.B倶楽部 30 ニチブツマージャン（2:00終了）                                                                                | ■かべ新聞ニュース |

| ♪サウンドリンクゲーム ◎ゲームベストセレクション ■マガジン番組 サテラガイド内ほか一部除きゲームと同時に取説マガジンを放送 | | |                                              |
| 11 | 00 サテラガイド・■サテラガイド取説 | 00 サテラガイド・■サテラガイド取説 | 00 サテラガイド・■サテラガイド取説           |
| 12 | 00 スーパー詰将棋1000 30 Let'sパチンコ なんて銀玉 | 00 スーパー詰将棋1000 30 Let'sパチンコ なんて銀玉 | ■かべ新聞                                    |
| 13 | 00 ◎上海 万里の長城 30 ◎実戦パチスロ必勝法!山佐伝説 | 00 ◎上海 万里の長城 30 ◎実戦パチスロ必勝法!山佐伝説 | ■かべ新聞                                    |
| 14 | 00 ヨッシーのパネポン BS版 30 ドクターマリオ BS版 | ■ゲームマニュアル | サテラガイド                                 |
| 15 | 00 ■3時のWIDE賞 11月号 30 ◎ゼルダの伝説 神々のトライフォース | ■ゲームマニュアル | サテラガイド                                 |
| 16 | 00 ◎パズルボブル 30 マリオペイント BS版 | ■ゲームマニュアル | サテラガイド                                 |
| 17 | 00 ■ゲーム虎の太鼓判 11月15日号 30 ■BSグッズプレス 12月号 | 00 ■ゲーム虎の太鼓判 11月15日号 30 ■BSグッズプレス 12月号 | ■かべ新聞                                    |
| 18 | 00 ♪BS F-ZERO GRAND PRIX KNIGHT LEAGUE（再） | 00 ♪BS F-ZERO GRAND PRIX KNIGHT LEAGUE（再） | 00 ♪BS F-ZERO GRAND PRIX KNIGHT LEAGUE（再） |
| 19 | 00 ■チープdeゴージャス vol.7 30 ■サテライト見本市 ブース2 | 00 ■チープdeゴージャス vol.7 30 ■サテライト見本市 ブース2 | ■かべ新聞ニュース                            |
| 20 | 00 ◎大爆笑!!人生劇場 30 スーパー詰将棋1000 | 00 ◎大爆笑!!人生劇場 30 スーパー詰将棋1000 | ■かべ新聞ニュース                            |
| 21 | 00 Let'sパチンコ なんて銀玉 30 すってはっくん BSバージョン2 | 00 Let'sパチンコ なんて銀玉 30 すってはっくん BSバージョン2 | ■かべ新聞ニュース                            |
| 22 | 00 ■BS任天堂HP 11/15日号 30 ■NINTENDO POWER MAGAZINE 113 | 00 ■BS任天堂HP 11/15日号 30 ■NINTENDO POWER MAGAZINE 113 | ■かべ新聞ニュース                            |
| 23 | 00 ◎ドカポン外伝 炎のオーディション 30 ◎忍たま乱太郎2 （16日 月曜日はメンテナンスのため0:00終了） | 00 ◎ドカポン外伝 炎のオーディション 30 ◎忍たま乱太郎2 （16日 月曜日はメンテナンスのため0:00終了） | ■かべ新聞ニュース                            |
| 0 | 00 ドクターマリオ BS版 30 マリオペイント BS版 | 00 ドクターマリオ BS版 30 マリオペイント BS版 | ■かべ新聞ニュース                            |
| 1 | マガジンアンコールアワー 00 ■3時のWIDE賞 11月号 10 ■ゲーム虎の太鼓判 11月15日号 20 ■BSグッズプレス 12月号 30 ■チープdeゴージャス vol.7 40 ■サテライト見本市 ブース2 50 ■BS任天堂HP 11/15日号（2:00終了） | マガジンアンコールアワー 00 ■3時のWIDE賞 11月号 10 ■ゲーム虎の太鼓判 11月15日号 20 ■BSグッズプレス 12月号 30 ■チープdeゴージャス vol.7 40 ■サテライト見本市 ブース2 50 ■BS任天堂HP 11/15日号（2:00終了） | ■かべ新聞ニュース                            |

1998年度は多数の新番組を含むマガジン番組を軸とし、既存タイトルに少数の新タイトルを加えたゲームベストセレクションやBSオリジナルゲームにより編成された。音声連動番組は18:00からの1時間のみに短縮され『サテラQ』の新作を除き再放送のみとなり、さらにマンスリーイベントも終了したことでイベントゲームの開催は不定期となった。対応データ配信は終了した。
1998年初頭に任天堂が公表した新事業計画によりセント・ギガとの関係は破綻する。これによる運営転換を見据え、インターネット上における番組情報は任天堂からセント・ギガへ移管された。秋以降は一部時間帯の番組受信メニューをそれまでの「街」から、文字と画像のみで構成された単純なメニューの「サテラガイド」へ移行させた。

### 1999年度・2000年度
| ♪サウンドリンクゲーム ◎ゲームベストセレクション ■マガジン番組 |                                           |                                           |
| 12                                                            | 00 ◎ゼルダの伝説 神々のトライフォース     | サテラガイド                              |
| 13                                                            | 00 スペシャル・ティー・ショット           | サテラガイド                              |
| 14                                                            | 00 ヨッシーのパネポン BS版                | サテラガイド                              |
| 15                                                            | 00 ◎F-ZERO                                | サテラガイド                              |
| 16                                                            | 00 ■コロンブスの卵焼き 3                  | サテラガイド                              |
| 17                                                            | 00 ヨッシーのパネポン BS版                | サテラガイド                              |
| 18                                                            | 00 ♪BSゼルダの伝説 古代の石盤 第4話（再） | 00 ♪BSゼルダの伝説 古代の石盤 第4話（再） |
| 19                                                            | 00 ■チープdeゴージャス vol.8              | サテラガイド                              |
| 20                                                            | 00 すってはっくん イベントバージョン      | サテラガイド                              |
| 21                                                            | 00 ドクターマリオ BS版                    | サテラガイド                              |
| 22                                                            | 00 ◎ゼルダの伝説 神々のトライフォース     | サテラガイド                              |
| 23                                                            | 00 ■チープdeゴージャス vol.8（0:00終了）  | サテラガイド                              |

| 13 〜 17 | 00 ドクターマリオ BS版              | サテラガイド |
| 18       | 00 スペシャル・ティー・ショット     | サテラガイド |
| 19       | 00 ワリオの森 再び                  | サテラガイド |
| 20       | 00 ヨッシーのパネポン BS版          | サテラガイド |
| 21       | 00 すってはっくん BSバージョン2     | サテラガイド |
| 22       | 00 ドクターマリオ BS版（23:00終了） | サテラガイド |

1999年度に入ると任天堂が撤退しセント・ギガ単独運営となった。番組受信メニューはサテラガイドへ完全移行し、このメニュー内では季節の話題と局からの告知が文字情報で提供された。新番組の制作はされず昨年度までのマガジン番組や任天堂製ゲームを1時間あたり1番組放送する編成となり、放送時間は短縮された。
サウンドリンクゲームとマガジン番組の終了後はゲームベストセレクションとBSオリジナルゲームを1日あたり13-23時の6枠で放送するのみとなり、2000年6月末に放送を終了した。

## マスコットキャラクター
人工衛星およびテレビ受像機を擬人化し、正面に付いた画面に顔が表示されるサテ坊（サテぼう）と、パラボラアンテナを擬人化したパラ坊（パラぼう）がサテラビューおよびデータ放送のマスコットキャラクターだった。この2人はBS-Xのカセット内だけでなく、説明書やパンフレット、雑誌広告などの各種印刷物にも登場し、放送前に配布された小冊子にはサテ坊がサテラビュー宣伝員として、パラ坊が一般家庭のパラボラアンテナとして登場する説明漫画が掲載された。放送上で実施されたイベントゲームや懸賞ではテレホンカード・腕時計・ボールペンなどのキャラクターグッズが景品として配布された。
2人はBS-Xの街を舞台にしたサウンドリンクゲーム『サテラウォーカー』『サテラウォーカー2』にも主要キャラクターとして登場した。これらの連動用ラジオ番組では鈴木富子がサテ坊を、山田栄子がパラ坊を演じた。

## データ放送終了後の各社・利用者動向

### 衛星デジタル音楽放送（SDAB）
SDABはパソコンなど他の受信端末を利用した新たなデータ放送の実施に向け、自局のホームページにおいて再度スポンサーを募った。サテラビューの実績や、BSアナログ放送とBSデジタル放送で同一の内容を放送するサイマル放送が実施できる利点を強調したが、参入希望者は現れず、BSアナログデータ放送は再開されなかった。BSデジタル放送においても一部番組で曲目紹介の補完データ放送を実施するのみに留まった。
SDABは経営難により、データ放送終了翌年の2001年に倒産し、2003年には株式会社ワイヤービーに吸収合併。しかしまもなく、ワイヤービーもWINJに事業を譲渡し破産した。このように他社に権利が移りながらもセント・ギガ時代からの番組は継続されたものの、最終的にはWINJも経営難に陥り、機材メンテナンス名目で2006年11月以降放送を休止し事実上放送終了。2007年には委託放送事業者の認定取消し処分が下され正式に放送を終了した。

### 任天堂
任天堂はインターネットを利用したネットワークサービスとして、2000年にはNINTENDO 64と専用磁気ディスクドライブ64DDによる「ランドネット」を、2001年にはゲームボーイカラーまたはゲームボーイアドバンスと携帯電話をモバイルアダプタGBで接続し端末とする「モバイルシステムGB」を展開したが、いずれも加入者は伸びず1 - 2年程度でサービスの提供を終了した。そして、NINTENDO64の後継機となるニンテンドー ゲームキューブでは自ら外部ネットワークの接続サービスは実施しなかった。
その後発売した後継ゲーム機では無線LANによるインターネット接続機能を標準で備え、ニンテンドーDSではニンテンドーWi-Fiコネクションを、WiiではニンテンドーWi-Fiコネクション・WiiConnect24・ニュースや天気予報をはじめとした各Wiiチャンネルへの情報配信・バーチャルコンソールなどを実施した。これらの後継ゲーム機においてもゲームのダウンロード販売、ゲーム情報を含む各種動画配信などのネットワークサービスは引き続き実施された。

### サテラビュー利用者
サテラビュー利用者は放送番組上で「サテラー」と呼ばれた。放送上で実施された各種投稿企画へ頻繁に参加したサテラー同士は各番組への投稿でお互いのラジオネーム・ペンネームは知っており、素性や本名は知らないものの共に放送を体験した仲間や親近感などの感情を持っていた。彼らサテラーの一部はインターネット上において交流を図り、ウェブサイト・SNS・ブログ・電子掲示板にてサービスや配信ゲームを紹介するとともに当時を懐かしむ、配信ゲームもしくは受信カセットの「名前を盗まれた街」で展開された物語やキャラクターを題材とした二次創作物を公開する、オフラインミーティングを実施するなどの活動を行った。